# 沖合漁業
沖合漁業（おきあいぎょぎょう）とは、 沖合で行われる漁業のことで、沿岸漁業と遠洋漁業の中間規模のものを指す。近海漁業（きんかいぎょぎょう）とも言う。

## 主な種類
- 沖合底引網漁業
- 大中型巻網漁業
- サケ・マス流網漁業
- 沖合イカ釣り漁業
- 近海カツオ一本釣り漁業
- 近海マグロ延縄漁業

## 主な対象種
- アカイカ（沖合イカ釣り漁業）
- カツオ（近海カツオ一本釣り漁業、大中型巻網漁業）
- キハダマグロ（近海カツオ一本釣り漁業、近海マグロ延縄漁業、大中型巻網漁業）
- サバ（大中型巻網漁業）
- サンマ（サンマ棒受網漁業）
- シログチ（以西底引網漁業）
- スルメイカ（沖合イカ釣り漁業、沖合底引網漁業、以西底引網漁業）
- ズワイガニ（沖合底引網漁業）
- タチウオ（以西底引網漁業）
- ハモ（以西底引網漁業）
- ヒラメ（以西底引網漁業）
- ビンナガマグロ（近海カツオ一本釣り漁業、近海マグロ延縄漁業、大中型巻網漁業）
- マアジ（大中型巻網漁業）
- メバチマグロ（ 近海カツオ一本釣り漁業、近海マグロ延縄漁業、大中型巻網漁業）
- ヤリイカ（沖合イカ釣り漁業）
- レンコダイ（以西底引網漁業）
- イワシ類（大中型巻網漁業）
- カジキ類（近海マグロ延縄漁業）
- カレイ類（沖合底引網漁業、以西底引網漁業）
- サケ・マス類（サケ・マス流網漁業）
- タイ類（沖合底引網漁業）
- タラ類（沖合底引網漁業）

これらの魚は、いずれも中型であり、沖合いに生息する。